# Giacomo Panizza
Giacomo Panizza   (Castellazzo Bormida, 27 de març de 1803 - Milà, 1 de maig de 1860) fou un compositor italià.

## Biografia
Nascut en una família benestant, va aprendre els principi de la literatura sota la direcció del seu pare Francesco, continuant els seus estudis al col·legi d'Alexandria, on es va aplicar a l'estudi de la filosofia. Des de petit havia nodrit una forta propensió a la música. Als quinze anys va començar a estudiar piano amb l'organista de San Martino. Després va estudiar contrapunt amb el mestre de capella de la catedral d'Alessandria, que va convèncer el seu pare perquè l'enviés a Milà per continuar els seus estudis. Es va traslladar a Milà el 1823, sense poder matricular-se al Conservatori, l'any següent va començar a prendre classes del mestre Vincenzo Lavigna, mestre concertador del Teatro alla Scala. Des de 1827 va ser substitut honorari del mateix Lavigna i va entrar en vigor a partir de 1832.
El 1848 va ser contractat com a concertino del teatre Covent Garden de Londres. L'any 1857 va començar a patir una malaltia cardíaca que limitava molt la seva activitat com a director. Compromès amb el Teatre Regio de Torí l'any 1859 se suposava que representaria Otel·lo de Rossini, però se'l va impedir per la malaltia que, pocs mesos després del seu retorn a Milà, l'hauria portat a la tomba. Va ser professor de cant i compositor d'algunes òperes; també va musicar nombrosos ballets per a La Scala.
Entre els seus alumnes va tenir entre d'altres a Carlo Guasco.
Treballs
- Sono eglino maritati, òpera (1827)
- La collerica, òpera (1831)
- Gianni di calais, òpera (1834)
- Els xarlatans, òpera (1840)
- La Rosiera, ballet
- Merope, ballet
- Faust, ballet
- Palmina, ballet
- Nana Saib.